# Zillis-Reischen
Zillis-Reischen (rm. Ziraun-Reschen) – miejscowość i gmina w Szwajcarii, w kantonie Gryzonia, w regionie Viamala.

## Demografia
W Zillis-Reischen mieszka 389 osób. W 2020 roku 15,2% populacji gminy stanowiły osoby urodzone poza Szwajcarią. 

## Zabytki
W Zillis znajduje się średniowieczny kościół św. Marcina, z romańskim stropem udekorowanym malowidłami.

## Transport
Przez teren gminy przebiegają autostrada A13 oraz droga główna nr 13. 